# Julio Antonio Mella

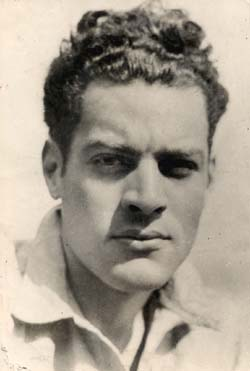
Julio Antonio Mella

Julio Antonio Mella (Havana, 25 maart 1903 – Mexico-Stad, 10 januari 1929) was een Cubaans politicus. In de jaren 20 van de 20e eeuw richtte hij samen met Carlos Baliño de Communistische Partij van Cuba op. De partij was zeer gekant tegen dictator Gerardo Machado.